# Valentina Fluchaire
Valentina Fluchaire Mendoza (sinh ngày 1 tháng 7 năm 1994) là một người mẫu, cô đã chiến thắng cuộc thi Hoa hậu Chuyển giới Quốc gia Mexico 2019 và Hoa hậu Chuyển giới Quốc tế 2020.

## Các cuộc thi sắc đẹp

### Hoa hậu Chuyển giới Mexico 2019
Vào ngày 5 tháng 4 năm 2019, cuộc thi lần thứ 6 được tổ chức tại Câu lạc bộ Carnicería Mty ở thành phố Monterrey, Nuevo León, có tổng cộng 29 thí sinh đến từ Mexico tham gia. Vào cuối sự kiện, Valentina Fluchaire là người chiến thắng.

### Hoa hậu Chuyển giới Quốc tế 2020
Ngày 7 tháng 3 năm 2020, chung kết cuộc thi được tổ chức tại thành phố Pattaya, Thái Lan và có hơn 20 quốc gia trên thế giới tham gia. Vào đêm chung kết, Valentina đã đăng quang ngôi vị hoa hậu, qua đó trở thành người Mexico thứ hai giành vương miện này sau Erica Andrews vào năm 2006.